# Кабанас Хуан
Хуан Кабанас Ераускі, ісп. Juan Cabanas Erauski (1907, Астеасу, Ґіпускоа - 1979, Астеасу) - іспанський художник, карикатурист та критик мистецтва.
Навчався в Школі мистецтв Сан Фернандо в Мадриді; поїхав у Париж (1926-1928), там потрапив під вплив авангардистів і познайомився з Панчо Коссіо; відправився в Рим (1928-1929), де був у зв'язках з фашистами, познайомився з Рафаелем Санчесом Масасом.
По повернені в Іспанію разом з архітектором Хосе Мануелем Аіспурою організував Виставку сучасної архітектури і живопису в Сан Себастьяні в 1930.
Під час громадянської війни брав участь в організації художньої самодіяльності руху спротиву, з 1938 керував відділом музики та пластичних мистецтв Національної ради з питань пропаганди.  У повоєнний час очолював той же відділ, який перейменували на відділ інформації та пропаганди, був віцесекретарем загальної освіти.